# Ley 14394
La Ley 14394, Régimen de Menores y de la Familia, es una ley aprobada por el congreso argentino en 1954 que regula el derecho familiar.

## Disposiciones
La ley establece:
- Para contraer matrimonio se requiere que la mujer tenga 16 años cumplidos y el hombre dieciocho. En algunas excepciones la mujer podrá ser menor a esa edad, por ejemplo si se encuentra embarazada o si un juez lo autoriza según el artículo 132 del Código Penal.
- Los "bienes de familia" no pueden ser ejecutados ni embargados
- Los divorciados pueden volver a casarse[2]